# Claire Hanna
Claire Hanna (née le 19 juin 1980) est une femme politique britannique d'Irlande du Nord. Elle est membre de l'Assemblée législative (MLA) de Belfast South depuis 2015. En décembre 2019, elle est élue députée de Belfast South à la Chambre des communes.

## Jeunesse et éducation
Née à Connemara, dans le Comté de Galway, elle vit dans le sud de Belfast depuis l'âge de trois ans. Elle fréquente l'école primaire St Bride et le lycée Rathmore. Elle est titulaire d'un baccalauréat spécialisé en relations internationales de l'Open University et d'une maîtrise en droit de l'Université Queen's de Belfast. Elle travaille dans le développement international, dernièrement dans un rôle de politique et d'éducation, et travaille notamment au Bangladesh, en Haïti et en Zambie.
Elle est mariée au conseiller du Belfast SDLP Donal Lyons; le couple a trois enfants.

## Carrière politique
Elle est élue au conseil municipal de Belfast, représentant le quartier Balmoral, de 2011 jusqu'à sa nomination au poste de député, avec une réélection en 2014.
Elle obtient l'accord de tous les partis pour attribuer la citoyenneté de Belfast au poète Michael Longley. Elle lance une campagne pour nommer le nouveau pont Greenway en l'honneur du dramaturge et syndicaliste Sam Thompson .
Elle est le premier membre du SDLP à exprimer sa préoccupation concernant la décision des conseillers du SDLP de Newry de voter pour nommer un parc de jeux d'après le gréviste de la faim de l'IRA, Raymond McCreesh.
Au cours de la même période, elle est présidente du East Belfast Policing Board et du Community Partnership. Sa maison est attaquée lors des manifestations du drapeau.
En février 2019, elle démissionne du poste de whip du parti après que le SDLP ait accepté de former une alliance électorale avec le Fianna Fáil. En même temps, elle démissionne en tant que porte-parole du SDLP pour le Brexit, mais choisit de rester avec le parti.
Aux Élections générales britanniques de 2019 elle devient députée de Belfast Sud, prenant le siège de la sortante Emma Little-Pengelly du DUP. Cependant, elle suscite la controverse lorsqu'elle affirme son allégeance à la reine, puis dépose une "protestation respectueuse" contre son engagement le lendemain.